# 王端正
王端正（1944年—），生於台灣台中市清水區，曾任記者、採訪主任、大成報第一位總編輯、中央日報之總編輯。1983年，榮獲中華民國十大傑出青年。現為佛教慈濟慈善事業基金會副總執行長暨慈濟人文志業中心執行長，《經典》雜誌發行人。為證嚴法師胞弟。

## 經歷
畢業於國立政治大學新聞研究所。畢業後進入《中央日報》任記者。
1983年，榮膺全國十大傑出青年，升任《中央日報》總編輯。
1982年，獲金鼎獎新聞編輯獎。
1987年2月2日，列名黑名單、流亡美國的黨外異議人士許信良，由桃園中正機場闖關回到台灣。中國國民黨文工會主任宋楚瑜指示《中央日報》淡化處理，但是蔣經國見到《中央日報》報導過於簡略，且未發表社論批評，中國國民黨主席蔣經國閱報後表示不悅，姚朋辭去社長職位，由黃天才任社長。《中央日報》有17位人員分別受到處份，其中包括王端正，由總編輯被降調為主筆。
1990年，參與《大成報》創辦，任首任總編輯。
2000年，獲金鼎獎雜誌編輯獎。
2001年，大成報停刊，王端正離開報社，進入慈濟基金會工作。

## 著作
- 《古月照今塵》

- 《禪茶三昧》
- 《生命的風華》
- 《惜緣》
- 《月映千江》
- 《微觀人生》
- 《攀登人生大山》
- 《生命的活水》